# 5293 Бентенґагама
5293 Бентенґагама (5293 Bentengahama) — астероїд головного поясу, відкритий 23 січня 1991 року.
Тіссеранів параметр щодо Юпітера — 3,330.